# Championnats d'Europe de gymnastique artistique féminine 1998
Navigation
Édition précédente Édition suivante
Les 22e championnats d'Europe de gymnastique artistique féminine ont eu lieu à Saint-Pétersbourg (Russie) en 1998.

## Résultats

### Concours par équipe
| Rang               | Pays     | Gymnastes                                                                   | Total   |
| ------------------ | -------- | --------------------------------------------------------------------------- | ------- |
| Médaille d'or      | Roumanie | Simona Amanar, Claudia Presăcan, Maria Olaru, Corina Ungureanu              | 115,939 |
| Médaille d'argent  | Russie   | Svetlana Khorkina, Elena Zamolodchikova, Evgenia Kuznetsova, Ludmila Eghova | 112,720 |
| Médaille de bronze | Ukraine  | Victoria Karpenko, Olha Teslenko, Inha Shkapura, Halina Tyryk               | 112,632 |

### Concours général individuel
| Rang               | Pays     | Gymnaste          | Total  |
| ------------------ | -------- | ----------------- | ------ |
| Médaille d'or      | Russie   | Svetlana Khorkina | 38.624 |
| Médaille d'argent  | Roumanie | Simona Amanar     | 38.392 |
| Médaille de bronze | Roumanie | Claudia Presăcan  | 38.267 |

### Finales par engins

#### Saut
| Rang              | Pays     | Gymnaste      | Total |
| ----------------- | -------- | ------------- | ----- |
| Médaille d'or     | Hongrie  | Adrienn Varga | 9.643 |
| Médaille d'argent | Roumanie | Maria Olaru   | 9.543 |
| Médaille d'argent | Roumanie | Simona Amanar | 9.543 |

#### Barres asymétriques
| Rang               | Pays     | Gymnaste          | Total |
| ------------------ | -------- | ----------------- | ----- |
| Médaille d'or      | Russie   | Svetlana Khorkina | 9.900 |
| Médaille d'argent  | Ukraine  | Victoria Karpenko | 9.787 |
| Médaille de bronze | Roumanie | Claudia Presăcan  | 9.762 |

#### Poutre
| Rang               | Pays     | Gymnaste            | Total |
| ------------------ | -------- | ------------------- | ----- |
| Médaille d'or      | Russie   | Evgeniya Kuznetsova | 9.775 |
| Médaille d'argent  | Ukraine  | Olha Teslenko       | 9.687 |
| Médaille de bronze | Russie   | Lyudmila Ezhova     | 9.662 |
| Médaille de bronze | Roumanie | Simona Amanar       | 9.662 |

#### Sol
| Rang               | Pays     | Gymnaste          | Total |
| ------------------ | -------- | ----------------- | ----- |
| Médaille d'or      | Roumanie | Corina Ungureanu  | 9.787 |
| Médaille d'or      | Russie   | Svetlana Khorkina | 9.787 |
| Médaille de bronze | Roumanie | Simona Amanar     | 9.725 |